# Воронежская государственная академия спорта
Воронежская государственная академия спорта (до 2021 года Воронежский государственный институт физической культуры) — высшее учебное заведение Воронежа.
В вузе учатся студенты из России, Киргизии, Казахстана и других государств, как на платной основе (по договорам), так и за счет финансирования из федерального бюджета.
Продолжительность обучения — 4 года.
Среди выпускников института — олимпийские чемпионы Дмитрий Саутин, Елена Рузина, Виктор Лосев, Тамара Люхина-Замотайлова, Дмитрий Труш, Николай Крюков, Ирина Макогонова.

## Факультеты
- тренерский (очная форма обучения)
- заочный, по специализациям:
  - спортивные игры (футбол, баскетбол, гандбол, волейбол)
  - легкая атлетика
  - лыжные гонки
  - гимнастика
  - пулевая стрельба
  - единоборства (борьба греко-римская, вольная, дзюдо, самбо, бокс, кикбоксинг, тхэквондо, карате)
  - туризм и спортивное ориентирование
  - спортивный менеджмент
  - оздоровительная физическая культура

## Известные преподаватели
- Абаджян, Валерий Аршалуйсович — обладатель Кубка мира по боксу 1981 года, абсолютный чемпион СССР 1982 года, победитель Спартакиады народов СССР 1983 года, чемпион СССР во втором тяжелом весе, мастер спорта международного класса.